# Man of Miracles
Man of Miracles es el cuarto álbum de estudio de la banda estadounidense Styx, publicado el 8 de noviembre de 1974.

## Lista de canciones
| N.º | Título                | Vocalista principal | Duración |  |
| 1.  | «Rock & Roll Feeling» | Young               | 3:02     |  |
| 2.  | «Havin' a Ball»       | Young               | 3:53     |  |
| 3.  | «Golden Lark»         | DeYoung             | 3:23     |  |
| 4.  | «A Song for Suzanne»  | DeYoung             | 5:15     |  |
| 5.  | «A Man Like Me»       | Young               | 2:57     |  |

| Lado B |                                |                     |          |  |
| N.º    | Título                         | Vocalista principal | Duración |  |
| 6.     | «Lies»                         | DeYoung             | 2:41     |  |
| 7.     | «Evil Eyes»                    | DeYoung             | 4:02     |  |
| 8.     | «Southern Woman»               | Young               | 3:10     |  |
| 9.     | «Christopher, Mr. Christopher» | DeYoung             | 4:02     |  |
| 10.    | «Man of Miracles»              | Young               | 4:55     |  |

## Créditos
- Dennis DeYoung – voz, teclados
- James Young – voz, guitarras
- John Curulewski – voz, guitarras
- Chuck Panozzo – bajo
- John Panozzo – batería, percusión

## Listas
Album – Billboard (Estados Unidos)
| Año  | Lista | Posición |
| ---- | ----- | -------- |
| 1974 | Pop   | 154      |